# Sonata skrzypcowa nr 9 (Beethoven)
Sonata skrzypcowa nr 9 A-dur (Sonata „Kreutzerowska”) – sonata na skrzypce i fortepian (pianoforte) w tonacji A-dur autorstwa Ludwiga van Beethovena z 1803 roku.

## Historia
Dzieło rozpoczyna okres środkowy w twórczości Beethovena. Kompozycja została napisana dla skrzypka George’a Bridgetowera. 24 maja 1803 roku o ósmej rano w Augarten pod Wiedniem premierowe wykonanie zagrali na skrzypcach George Bridgetower i autor dzieła na fortepianie. Pomimo krótkiego przygotowania występu (skrzypek grał z rękopisu poza częścią trzecią, a Beethoven miał tylko szkic partii fortepianowej) sonata została dobrze przyjęta przez publiczność, najbardziej podobało się Andante – publiczność domagała się bisu. Beethoven później pokłócił się z Bridgetowerem o kobietę (nie rozmawiał już nigdy więcej z nim) i dedykował dzieło skrzypkowi Rodolphe’owi Kreutzerowi w 1805 roku, który zresztą uważał utwór za niezrozumiały i nigdy go nie wykonał.
Żywiołowe Presto z pierwszej części zainspirowało Lwa Tołstoja do napisania noweli Sonata Kreutzerowska w 1889 roku pomimo formalnej ignorancji w dziedzinie muzyki. Tołstoj powiązał utwór Beethovena z miłością zazdrością i morderstwem. Leoš Janáček zainspirowany nowelą Tołstoja napisał obecnie zaginione trio fortepianowe w 1909 roku, które przetworzył w kwartet smyczkowy w 1923 roku.
Autograf sonaty zaginął. W 1965 roku wystawiono na aukcji fragmenty rękopisu z tytułem Sonata mulattica Composta per il Mulatto Brischdauer, manuskrypt znalazł się ostatecznie w Beethoven-Haus w Bonn.

## Budowa
Beethoven zanotował w rękopisie, że jest to sonata na pianoforte i skrzypce w stylu concertanto, bliska koncertowi. Przyrównuje się go zresztą do podwójnego koncertu. Sonata została ona napisaną w tonacji A-dur:
I. Adagio sostenuto – Presto
II. Antante con Variazioni
III. Finale. Presto
Pierwsza część to Adagio sostenuto w tonacji A-dur z eksponowanymi fragmentami w d-moll. W przeciwieństwie do wcześniejszych ośmiu sonat, które rozpoczynają się ekspozycją melodii, tempa i tonacji przez fortepian, sonata nr 9 rozpoczyna się solowym wystąpieniem skrzypiec w postaci patetycznego akordowego recytatywu. Nad pierwszym taktem kompozytor zanotował Legato. Po wejściu fortepianu tonacja przechodzi w a-moll i rozpoczyna się żywiołowe dialogiczne Presto (alla breve) – właściwe allegro sonatowe (zob. forma sonatowa). 
Druga część to Andante con variazioni w tonacji F-dur z czterema wariacjami i codą, z czego dwie korespondują z muzyką części pierwszej. 
Część ostatnia to Presto w tonacji A-dur, określane m.in. przez Józsefa Szigetiego i Charlesa Rosena jako tarantela, chociaż główne podobieństwo to metrum 6/8. Finał jest konwencjonalnym rondem ze współgraniem tonacji dur i moll. Partytura trzeciej części była pierwotnie przewidziana dla Sonaty skrzypcowej A-dur op. 30. 
Zauważalny jest brak równowagi i symetrii pomiędzy poszczególnymi częściami sonaty. Zdaniem Charlesa Rosena finał wydaje się nieadekwatny do budowy wcześniejszych części.
Wykonanie zajmuje około 35 minut, bywają wykonania 40-42-minutowe.

## Recepcja
Dzieło ma charakter wirtuozowski zarówno dla partii skrzypiec, jak i fortepianu i stwarza duże trudności techniczne. Utwór stał się najbardziej popularną sonatą skrzypcową Beethovena i doczekał się licznych nagrań. Wybrane nagrania:
- Bronisław Huberman i Ignacy Friedman (1930)[7]
- Georg Kulenkampff i Wilhelm Kempff (1935)[7]
- Yehudi i Hephzibah Menuhinowie(inne języki) (1935)[7]
- Fritz Kreisler i Franz Rupp(inne języki) (1936)[7]
- József Szigeti i Béla Bartók (1940)[7]
- Adolf Busch i Rudolf Serkin (1941)[7]
- József Szigeti i Claudio Arrau (1944)[7]
- Jasha Heifetz i Benno Moiseiwitsch (1951)[7]
- Wolfgang Schneiderhan i Wilhelm Kempff (1952)[7]
- Nathan Milstein i Artur Balsam (1957)[7]
- Henryk Szeryng i Artur Rubinstein (1958)[7]
- Zino Francescatti i Robert Casadesus (1959)[7]
- Yehudi Menuhin i Wilhelm Kempff (1970)[7]
- Henryk Szeryng i Ingrid Haebler (1979)[7]
- Leon Spierer(inne języki) i Ernst Gröschel(inne języki) (1991)[7]
- Itzhak Perlman i Martha Argerich (1998)[7]